# Cellule interstitielle de Cajal
Pour les articles homonymes, voir Cajal.

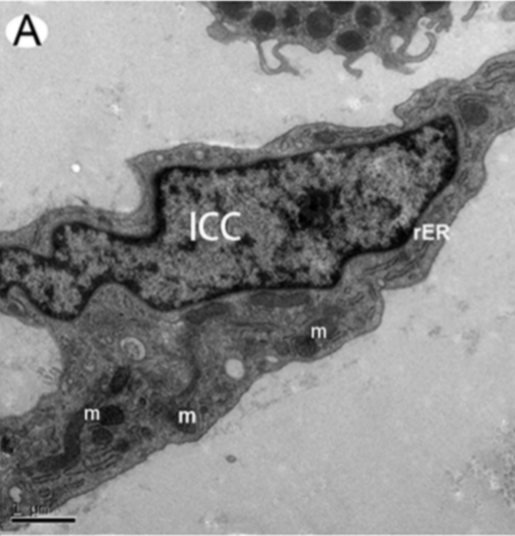
Photo de cellule du tube digestif présentant une cellule interstitielle de Cajal. ICC = cellule interstitielle de Cajal ; M = mitochondrie ; rER : Réticulum Endoplasmique rugueux

Une cellule interstitielle de Cajal est un type de cellule présent dans le tube digestif d'origine mésenchymateuse. Les cellules interstitielles de Cajal myentériques ressemblent à des cellules musculaires, mais ne sont pas contractiles. Elles possèdent une activité d'auto-excitation (pacemaker) qui se propage aux autres cellules par des jonctions communicantes (jonctions GAP). Cette activité électrique permet de rapprocher les cellules musculaires lisses du tube digestif du seuil de déclenchement du potentieĺ d'action. Ainsi, elles facilitent la contraction du tube digestif (péristaltisme) et l'avancée du chyme dans le tube qui a lieu à la suite d'une stimulation par le nerf vague puis par les sécrétions gastriques. 
Ces cellules "rythmogènes" ont une fréquence physiologique de 3 ondes/min dans l'estomac, de 12-15 ondes/min dans le duodénum, et de 8 ondes/min au niveau du côlon. 
Les cellules de Cajal ne sont pas présentes partout dans le tube digestif (présentes à partir de l’estomac).